# Кобылье (Вологодская область)
Кобылье — деревня в Усть-Кубинском районе Вологодской области.
Входит в состав Богородского сельского поселения, с точки зрения административно-территориального деления — в Богородский сельсовет.
Расстояние по автодороге до районного центра Устья — 57 км, до центра муниципального образования Богородского — 8 км. Ближайшие населённые пункты — Ихомово, Выборково, Холстово.
По переписи 2002 года население — 4 человека.